# Crespadoro
Crespadoro este o comună din provincia Vicenza, regiunea Veneto, Italia, cu o populație de 1.260 locuitori (1 ianuarie 2023) și o suprafață de 30,2 km². Se află la nord de drumul provincial SP31, în Valea Chiampo din Prealpii Venețieni.

## Demografie
Crespadoro - evoluția demografică

|  | Graficele sunt indisponibile din cauza unor probleme tehnice. Mai multe informații se găsesc la Phabricator și la wiki-ul MediaWiki. |

Date: Recensăminte sau birourile de statistică - grafică realizată de Wikipedia